# Wu Xueqian
Wu Xueqian (ur. 19 grudnia 1921 w Szanghaju, zm. 4 kwietnia 2008 w Pekinie) – chiński polityk komunistyczny i dyplomata.
Od 1939 roku członek Komunistycznej Partii Chin, działacz komunistyczny w szanghajskim środowisku studenckim. Po utworzeniu ChRL długoletni działacz Ligi Młodzieży Komunistycznej.
W latach 1982–1988 pełnił funkcję ministra spraw zagranicznych ChRL. W latach 1982–1993 członek KC KPCh oraz Rady Państwa, od 1988 roku z funkcją wicepremiera. Jako minister spraw zagranicznych i członek Rady Państwa złożył wizyty w ponad 50 krajach, m.in. w USA, Kanadzie, Argentynie, Francji, Rumunii, Finlandii, Egipcie czy Kenii. Od 1985 do 1992 roku był także członkiem Biura Politycznego KC KPCh. Następnie w latach 1993-1998 pełnił funkcję wiceprzewodniczącego Komitetu Krajowego Ludowej Politycznej Konferencji Konsultatywnej Chin.